# K. Axel Nielsen
Knud Axel Nielsen, född 10 februari 1904 i Hvorup utanför Nørresundby, död 31 december 1994, var en dansk jurist och socialdemokratisk politiker och minister. Han var folketingsledamot 1953-1973 och justitieminister 1964-1968 och 1971-1973. Han var far respektive farfar till politikerna Birgitte Flindt Pedersen och Jakob Axel Nielsen.

## Bakgrund
Knud Axel Nielsen var son till läraren och revisorn Christen Nielsen (1862-1957) och Else Marie Andersen (1870-1955). Han tog studentexamen i Ålborg 1922 och blev cand. jur. 1929. Under studierna var han engagerad i Studentersamfundet och Clarté, som politiskt befann sig på vänsterkanten. Han betraktade filologen och socialdemokraten Hartvig Frisch som en stor förebild. Efter examen arbetade han i några år som advokatfullmäktig i Ålborg och Hobro och grundade därefter en egen advokatfirma i Hadsund 1932. Året därpå blev han advokat i Vestre Landsret och verkade även som auktionsledare och var ordförande i Foreningen af fiskeauktionsmestre i Danmark (1941-1964). Han var även auktoriserad åklagare 1944-1947. Hans politiska karriär började 1936, då han blev styrelseledamot i Socialdemokratiets partiförening i Hadsund.
Nielsen var ledamot i partistyrelsen (1945-1949) och invald i Folketinget för Bælums valkrets 1953, ett mandat som han innehade till 1973. I Folketinget var han ordförande av grönlandsutskottet (1962-1964), men även ledamot i Nordiska rådet (1964-1973) ordförande av dess justitieutskott (1968-1971) och ordförande i Rådet for større færdselssikkerhed (1969-1971). Därutöver var han ledamot i Föreningen Norden i Danmark (1970-1971 och från 1974) och Ligningsrådet (1968-1971).

## Justitieminister
Nielsen utsågs till justitieminister i Jens Otto Krags regering 1964. Under denna första mandatperiod avkriminaliserades homosexualitet, förbudet mot reklam av graviditetsförebyggande preparat upphävdes och lättnader av tatueringsförbudet genomfördes. Straffet för homosexuell prostitution upphävdes, liksom straffen för skriftlig pornografi. Alla dessa reformer var vid denna tidpunkt kontroversiella och orsakade mycket debatt, men han lyckades ändå få en bred politisk uppbackning för dem. Möjlighet att friges på prov infördes och att fängelsefångar kunde få arbeta för privata arbetsgivare utanför fängelset. Han genomförde även en kontroversiell sänkning av maxstraffet för våldtäkt, samtidigt som han under sin andra mandatperiod införde högre straff för ekonomisk kriminalitet och kränkningar av privatlivet. Till en av hans mest kända reformer hör införandet av fri abort 1973.
Nielsen var känd för att förespråka att lagstiftningen skulle vara så precis att man visste när man hade brutit mot den. Detta bidrog till att han hamnade i konflikt med statsminister Anker Jørgensen, som hellre såg att lagstiftningen hade en bred och generell formulering. Oenigheterna nådde sin kulmen i samband med att debatten om ekonomisk kriminalitet blossade upp 1973. Nielsen lämnade regeringen på egen begäran i september 1973. Han blev invald i Hadsunds kommunfullmäktige 1974 och satt där till 1978.